# Niklas Zennström
Niklas Mårten Zennström, född 16 februari 1966 i Järfälla församling i Stockholms län, är en svensk IT-entreprenör och grundare av företaget Skype och internettjänsterna Kazaa och Joost. Han har även grundat Atomico, ett riskkapitalbolag som fokuserar på IT- sektorn. Niklas Zennström är även medgrundare till den filantropiska verksamheten Zennström Philanthropies.

## Biografi
Niklas Zennström är uppvuxen i Uppsala. Han är civilingenjör och civilekonom efter studier i teknisk fysik och ekonomi vid Uppsala universitet.
Niklas Zennström startade sin professionella karriär 1991 och arbetade under åtta år inom Jan Stenbecks olika bolag och var bland annat anställd på Tele2 och under en period även VD för portalsatsningen Everyday.com.
Niklas Zennström och Janus Friis grundade 2000 Kazaa, ett fildelningsprogram baserat på P2P-teknik som två år senare blev världens mest nedladdade programvara. Tillsammans fortsatte de att 2003 grunda Skype, ett IP-telefoniföretag, som sedan köptes upp av Ebay 2005 för 2,6 miljarder dollar. Senare köptes programmet av Microsoft. Zennström var verksam som VD för Skype fram till oktober 2007. Under den tiden blev Skype den ledande aktören inom internetbaserad röstkommunikation (VoIP), med fler än 309 miljoner registrerade användare och intäkter på 551 miljoner dollar (2008). Tillsammans med Janus Friis står Zennström även bakom internetvideotjänsten Joost och online-musiktjänsten Rdio, uttalas "ar-di-o".
Den 27 november 2014 valdes Zennström in i SUP46:s Swedish Startup Hall of Fame. 

### Atomico
Niklas Zennström har grundat och är VD för investeringsbolaget Atomico som investerar i relativt nystartade företag inom IT-sektorn. Företaget vill investera i snabbväxande teknikföretag som har förutsättningar att förändra den marknad de agerar på. Atomico är baserat i London med kontor i Peking, Istanbul, São Paulo och Tokyo. Hittills har Atomico investerat i mer än 50 företag på fyra kontinenter. Bland Atomicos nuvarande och tidigare investeringar finns bland andra Rovio, Jawbone, FON, Fab, Klarna och Skype.

### Segling
Zennström är en hängiven seglare och äger flera tävlingsbåtar.
Den 11 mars 2013, efter en slutsegling mot italienska Azzurra, stod KSSS-seglaren Niklas Zennström och hans besättning på RÀN som vinnare vid VM för TP52:or i Miami. Tävlingen avgjordes på den sista länsen där Azzura i ett försök att luffa upp RÀN broachade vilket öppnade för en svensk vinst.

## Filantropi
Niklas Zennström har, tillsammans med sin hustru Cathrine, grundat Zennström Philanthropies som stödjer verksamhet inom klimatforskning, mänskliga rättigheter och entreprenörskap. Niklas Zennström är särskilt angelägen om att bekämpa klimatförändringar och förbättra tillståndet i Östersjön.
Niklas Zennström har även stiftat ett pris, Green Mentorship Award, som delas ut till entreprenörer inom miljöteknik. Vinnaren får ett års personligt mentorskap av Niklas Zennström.

## Övrigt
År 2006 utsågs Niklas Zennström till en av världens mest inflytelserika personer av Time Magazine. 
Zennström förvärvade 2008 skärgårdsfastigheten Krogarholmen i Smådalarö söder om Stockholm för runt 75 miljoner kronor som fritidsbostad. Närboende hävdade att han i strid med allemansrätten och lagen om enskilda vägar spärrat av den enda tillfartsvägen för motortrafik till Rosenön.. Zennström äger dock hela ön, inklusive bron, och de delar som inte är tomtmark är tillgängliga för friluftsliv. Alla hinder för fotgängare är numera borttagna. Zennström har under våren 2012 rivit de flesta av byggnaderna på Krogarholmen, och avser att bygga nytt på dessa fastigheter.
Han tilldelades KTH:s stora pris 2009 och H.M. Konungens medalj av 12:e storleken i högblått band 2013.